# Station Heggedal
Station Heggedal is een halte in  Heggedal in de gemeente Asker in fylke Viken  in  Noorwegen. Het station ligt aan de Spikkestadlijn. 
Oorspronkelijk lag het station aan Drammensbanen. Sinds de bouw van de Lieråsentunnel en de verlegging van Drammenbanen ligt Heggedal aan de Spikkestadlijn. In 2012 is de halte ingrijpend gemoderniseerd.